# Servicio postal en el Gobierno General

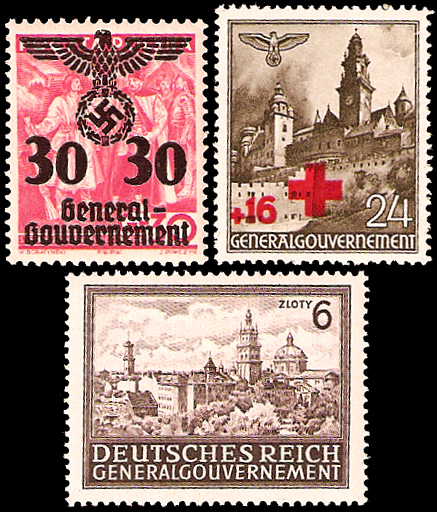
Sellos utilizados en el Gobierno General.

El servicio postal en el Gobierno General, previamente proporcionado por el Correo Polaco (Poczta Polska), fue asumida por el servicio postal alemán (Reichspost) después de la invasión de Polonia y el establecimiento del Gobierno General en 1939, y luego en 1941 de forma adicional en zonas del este de Polonia.
Las leyes que regían el servicio postal variaban ampliamente, según el grupo al que pertenecía una persona y su ubicación. El servicio postal en los guetos y campos de concentración era especialmente variada, y muchos lugares tenían regulaciones exclusivas para ellos. A pesar de que, en principio, el servicio postal estaba disponible para todas las personas, en la práctica la capacidad de enviar y recibir correo se interrumpía en ocasiones o se interrumpía por completo.

## Servicio de correo para civiles no alemanes
Los no alemanes, que incluían a los polacos étnicos y cualquier otra persona que los nazis consideraran racialmente no alemanes, no vieron restricciones a sus comunicaciones postales hasta 1942, momento en el que se introdujeron varias restricciones. El gobernador general Hans Frank emitió las siguientes restricciones con respecto a las comunicaciones escritas: los no alemanes estaban limitados a un máximo de dos cartas por mes, cada carta estaba limitada a un máximo de dos páginas de extensión (esta restricción no se aplicó a las postales) y la comunicación solo se permitía con países amigos, aunque en algunos casos la comunicación con el mundo exterior estaba disponible a través de países neutrales. Además de estas restricciones, se introdujo una regulación adicional que requería que el nombre completo y la dirección del remitente aparecieran en todas las páginas de la carta para ayudar con los esfuerzos de censura nazi.

## ElDeutsche Post Osten
El DPO era un servicio postal alemán en parte de la Polonia ocupada por los alemanes conocido como Gobierno General. El Correo se hizo cargo de los activos de Poczta Polska, Telegraf i Telefon en 1939. El Correo empleó a alemanes, a Volksdeutsche y a polacos. Al principio se usaron sellos tanto polacos como alemanes con sobreimpresiones del Deutsche Post Osten y del Gobierno General, y más tarde sus propios sellos. Su presidente fue Richard Lauxmann.
El Deutsche Post Osten atendió guetos en el Gobierno General hasta 1941. Posteriormente, las Judenrate se hicieron cargo del servicio.
El DPO también publicó la guía telefónica oficial del Gobierno General.

## Los guetos
En los guetos establecidos por las fuerzas de ocupación nazis después de la invasión de Polonia, el deber de establecer una oficina de correos y un servicio de correo en el gueto a menudo recaía en la Judenrat local. La administración de los guetos variaba de gueto en gueto en todo el Gobierno General, al igual que la disponibilidad del servicio de correo dentro de ellos. Si bien la mayoría de los guetos tenían algún servicio postal, algunos no lo tenían por razones desconocidas.
En muchos guetos, la transferencia de un servicio de correo local a uno proporcionado por la Judenrat no fue inmediata. A medida que muchas ciudades ocupadas por los nazis comenzaron a negarse a brindar servicios de correo a los judíos, la transferencia a un proceso sistemático dentro del gueto fue un proceso gradual. Las oficinas de correos establecidas en los guetos también proporcionaron una fuente de empleo para los judíos que vivían en ellos. En Łódź (vinculado al Reich), la oficina de correos empleaba a 139 judíos en diciembre de 1940, y en el gueto de Varsovia, las dos oficinas de correos establecidas empleaban a 94 judíos en enero de 1941.
En el gueto de Varsovia, se llegó a un acuerdo sobre el intercambio de correo que salía y entraba en el gueto y luego se aplicó a todos los guetos dentro del Gobierno General. Adam Czerniakow, el jefe de la Judenrat de Varsovia y el director de la Oficina de Correos n.º CI, acordaron que la Judenrat manejaría todo el correo dentro del gueto (entrante y saliente) y que los alemanes establecerían una oficina de correos especial (Postaustauschstelle ) para su uso en el intercambio de cartas y paquetes más adelante.
Las oficinas de correos en los guetos también proporcionaron una fuente de ingresos para la Judenrat local, ya que estos consejos también eran responsables de otros servicios públicos dentro del gueto. Sin embargo, esto era a menudo un punto de conflicto en los guetos, ya que el costo del envío a menudo implicaba un recargo que elevaba su precio a casi el doble de la tarifa fuera de los guetos.
Los guetos, y junto con ellos el servicio de correo interno, a menudo estaban sujetos a los caprichos de los ocupantes alemanes. A medida que se intensificaron los planes alemanes de reasentamiento y deportación tras la invasión de la Unión Soviética, también lo hicieron las interrupciones y, en algunos lugares, las suspensiones del servicio de correo. Los paros en el correo también se correspondieron con la intensificación de la ideología nazi. Por ejemplo, en Cracovia, el intercambio de paquetes entre judíos se suspendió por motivos de saneamiento.

## Los campos de concentración
La comunicación postal, aunque sujeta a muchas regulaciones, estaba permitida a los reclusos en los campos de concentración. Las regulaciones impuestas a los que vivían en los campos de concentración fueron delineadas por Theodor Eicke durante su tiempo como comandante del campo de concentración de Dachau. Los prisioneros solo podían escribir en tarjetas postales previamente proporcionadas dentro de los campos y se les prohibió escribir fuera de las líneas de la postal. Además, los reclusos tenían que proporcionar su nombre completo, fecha de nacimiento y ubicación dentro del campamento en la dirección. Más allá de sus nombres de pila, los reclusos debían identificarse como judíos agregando Israel a su nombre para los hombres y Sara para las mujeres. Además de estas regulaciones explícitas, los presos también se vieron obligados a menudo a incluir la línea "Estoy bien de salud y todo está bien aquí" en sus postales. Tanto para los remitentes como para los que respondieron a estas cartas, el único idioma escrito aceptable era el alemán. Después del envío, cualquier carta estaría sujeta a una estricta censura tanto por parte de la oficina de correos del campo como del Oberkommando der Wehrmacht (OKW).
Impresas en todas las postales proporcionadas previamente había reglas adicionales con respecto a la frecuencia con la que se podían intercambiar cartas, así como lo que se permitía enviar junto con la carta. Estas reglas y regulaciones adicionales se conocían como Reglamento de Eicke y se aplicaban a los prisioneros en todos los campos de concentración. Si bien estas directrices estaban destinadas a todos los campos, su aplicación y cumplimiento dependía de los funcionarios locales de las SS y, como resultado, no siempre se implementaron de manera uniforme.

### Texto de la Sección VII del Reglamento de Eicke
1. Durante el mes, cada persona internada puede recibir o enviar dos cartas o dos postales de/a familiares. Las cartas dirigidas a los presos deben ser legibles y estar escritas en tinta con quince líneas por página. Deben ser de tamaño normal. Los sobres deben tener un forro interior y no más de cinco 12 Pfg. los sellos deben adjuntarse. Todo lo demás está prohibido y sujeto a confiscación. Solo se permiten diez líneas para las postales. Las fotografías no deben enviarse como postales.
2. No se permite enviar dinero.
3. Hay que tener en cuenta que para el envío de dinero, así como para la correspondencia normal, es necesario indicar nombre, fecha de nacimiento y número de identificación del preso. Si estos datos no están claros, la oficina de correos se encargará de la devolución al remitente o de la destrucción de la correspondencia.
4. Se permiten periódicos, pero solo se pueden reservar en la oficina de correos del campamento.
5. No se permite el envío de paquetes, ya que el interno puede comprar todo lo necesario en el campamento.
6. Las solicitudes de liberación a la autoridad de seguridad del campamento son inútiles.
7. Los permisos para hablar o visitar a los prisioneros en el campo están absolutamente prohibidos.[18]